# Réserve naturelle de Gaoligongshan
La réserve naturelle de Gaoligongshan est une réserve de biosphère située dans la province du Yunnan en Chine. Elle est située dans les monts Gaoligong (en) (« Gaoligongshan »).